# María Martos
Pour les articles homonymes, voir Martos (homonymie).
María Martos Arregui O'Neill, née à Manille, aux Philippines, en 1888, et morte en 1981 à Madrid, est une personnalité féministe espagnole, cofondatrice du Lyceum Club feminino et de la Residencia de Señoritas de Madrid.

## Biographie
Porte-parole de l'Association nationale des femmes espagnoles (Asociación Nacional de Mujeres Españolas), organisation féministe fondée en 1918 dont font partie notamment Benita Asas, Isabel Oyarzábal et Julia Peguero, María Martos dédie sa vie à la défense des droits des femmes.
Amie intime de la célèbre famille Baroja, notamment de l'intellectuelle Carmen Baroja, ainsi que de l'écrivaine Elena Soriano, elle organise différents groupes de discussions et de cercles littéraires (tertulias) où les femmes échangent sur la condition féminine et militent pour leur accession aux droits politiques et sociaux. Elle participe également au salon littéraire madrilène de l'écrivaine Elena Fortún.
Elle est l'épouse du diplomate Ricardo Baeza.
Férue des préconisations pédagogiques de l'Institution libre d'enseignement, elle est l'une des fondatrices du Lyceum Club Femenino et de la Residencia de Señoritas de María de Maeztu, et l'une des adhérentes, dès 1929, de la Liga Femenina Española por la Paz (Ligue féminine espagnole pour la Paix, membre de l'International League for Peace and Freedom) avec notamment Clara Campoamor et Matilde Huici.
Après la guerre civile espagnole, elle doit s'exiler en Argentine, avant de revenir en Espagne en 1947.